# Ian McCoshen
Ian James McCoshen (* 5. August 1995 in Anaheim, Kalifornien) ist ein US-amerikanischer Eishockeyspieler, der seit Juli 2024 bei Kunlun Red Star aus der Kontinentalen Hockey-Liga (KHL) unter Vertrag steht und dort auf der Position des Verteidigers spielt. McCoshen wurde beim NHL Entry Draft 2013 in der zweiten Runde an 31. Stelle von den Florida Panthers aus der National Hockey League (NHL) ausgewählt.

## Karriere
Ian McCoshen spielte in Faribault für die Shattuck-St.Mary’s Schule. In 58 Partien erzielte er 21 Tore und 35 Assists. Als 15-Jähriger spielte er ab 2010 für drei Spielzeiten für die Waterloo Black Hawks in der United States Hockey League (USHL). Er wurde sowohl für das USHL/NHL Prospect Game 2012, wie auch für dasjenige 2013 eingeladen. In seiner letzten Saison wurde er zudem für seine herausragende Spielweise ausgezeichnet, als er ins All-Star-Team gewählt wurde. Am Ende der Saison 2010/11 wurde er in der OHL Priority Selection von den Saginaw Spirit aus der Ontario Hockey League (OHL)  an insgesamt 112. Stelle ausgewählt. Im Verlauf der Saison 2011/12 trat McCoshen für die Vereinigten Staaten bei der World Junior A Challenge 2011 an.
Nach drei Spielzeiten in der USHL und der Auswahl im NHL Entry Draft 2013 durch die Florida Panthers aus der National Hockey League (NHL) in der zweiten Runde an 31. Stelle wechselte der Verteidiger ans Boston College. Dort spielte er in der National Collegiate Athletic Association (NCAA) und nahm im Saisonverlauf an der U20-Junioren-Weltmeisterschaft 2014 teil. Er verblieb insgesamt drei Jahre am College, ehe er zur Saison 2016/17 in den Profibereich wechselte. Er absolvierte die Spielzeit bei Floridas Farmteam, den Springfield Thunderbirds, in der American Hockey League (AHL). Am Saisonende feierte er sein NHL-Debüt für die Panthers. Nach etwas mehr als drei Jahren in der Organisation der Panthers wurde McCoshen im Oktober 2019 an die Chicago Blackhawks abgegeben. Im Gegenzug wechselte der finnische Angreifer Aleksi Saarela nach Florida. In Chicago war er ein Jahr aktiv, ehe sein auslaufender Vertrag nicht verlängert wurde und er sich als Free Agent den Minnesota Wild anschloss. Dort wurde sein auslaufender Vertrag im Sommer 2021 abermals nicht verlängert, sodass er ab September zunächst bei den Vegas Golden Knights auf Probe unter Vertrag stand und für deren AHL-Kooperationspartner Henderson Silver Knights auflief. Dort erhielt er Anfang Januar 2022 einen festen Vertrag bis zum Saisonende.
Anschließend zog es den US-Amerikaner im August 2022 für ein zu Porin Ässät aus der finnischen Liiga. Ebenso lang lief er in der Saison 2023/24 für die Bílí Tygři Liberec in der tschechischen Extraliga auf, ehe er im Sommer 2024 vom chinesischen Verein Kunlun Red Star aus der Kontinentalen Hockey-Liga (KHL) verpflichtet wurde.

## Erfolge und Auszeichnungen
- 2012 Teilnahme am USHL/NHL Top Prospects Game
- 2013 Teilnahme am USHL/NHL Top Prospects Game
- 2013 USHL First All-Star Team
- 2016 Hockey East Second All-Star Team

### International
- 2011 Bronzemedaille bei der World Junior A Challenge

## Karrierestatistik
Stand: Ende der Saison 2023/24

### International
Vertrat die USA bei:
- World Junior A Challenge 2011
- U20-Junioren-Weltmeisterschaft 2014
- U20-Junioren-Weltmeisterschaft 2015

(Legende zur Spielerstatistik: Sp oder GP = absolvierte Spiele; T oder G = erzielte Tore; V oder A = erzielte Assists; Pkt oder Pts = erzielte Scorerpunkte; SM oder PIM = erhaltene Strafminuten; +/− = Plus/Minus-Bilanz; PP = erzielte Überzahltore; SH = erzielte Unterzahltore; GW = erzielte Siegtore; 1 Play-downs/Relegation; Kursiv: Statistik nicht vollständig)